# Magalhães Filho
Manuel Maria de Sousa Calvet de Magalhães (1913 — 1975), conhecido por Magalhães Filho, foi um pintor e professor português. Pertence à segunda geração de artistas modernistas portugueses. 

## Biografia

A Fêmea, c. 1945, óleo sobre tela, 78 x 68 cm

Diplomou-se em Pintura na Escola de Belas-Artes de Lisboa. Foi professor e diretor da Escola Francisco Arruda. Participou oito vezes nas Exposições de Arte Moderna do S.P.N./S.N.I., tendo recebido o Prémio Souza-Cardoso em 1945. Em 1946-47 foi uns dos animadores (com Eduardo Calvet), da revista Horizonte (propriedade e direção dos irmãos Calvet de Magalhães). Está representado em coleções públicas e privadas, nomeadamente no Museu Nacional de Arte Contemporânea, no Museu Municipal de Lisboa e no Museu do Abade de Baçal, Bragança.
A 25 de agosto de 1961, foi agraciado com o grau de Oficial da Ordem da Instrução Pública.